# Dodson, Louisiana
Dodson är en ort i Winn Parish i delstaten Louisiana, USA.